# Conflicto intercomunitario del mandato de Palestina
El conflicto intercomunitario del mandato de Palestina fue la lucha civil y armada entre palestinos árabes y pobladores judíos (Yishuv) durante el gobierno británico del Mandato de Palestina, comenzando desde la guerra franco-siria de 1920 hasta la guerra árabe-israelí de 1948.

## Antecedentes

### Movimiento sionista durante periodo otomano
Los líderes y abogados sionistas seguían la situación de la tierra de Palestina, viajando allí regularmente. Su preocupación estaba centrada en los futuros asentamientos judíos. El futuro de los habitantes árabes existentes en esa tierra les importaba tan poco como a los líderes árabes el bienestar de los judíos. Durante las etapas de formación, los negociadores sionistas con mayor poder político (como los británicos) mantenían entusiasmados sus negociaciones, y guardaban silencio respecto a los habitantes de Palestina, que se calcularon en casi medio millón, a finales del siglo XIX.
Según Anita Shapira, entre el siglo XIX y principios del XX, "Los árabes en palestina eran vistos como uno más de los inconvenientes existentes en Palestina, como: Las autoridades otomanas, el clima, dificultades de adaptación, [...] La organización sionista no trató el asunto durante ese periodo y no formuló ninguna línea política sobre ello. Incluso en esa particular coyuntura, en el movimiento, tales deliberaciones [...] tenían la misma importancia que las habituales discusiones aprendidas que se mantenían en el patio de los rebes Jasídicos respecto a qué pasaría tras la llegada del mesías".
Lo que los sionistas pensaran dar a los árabes sobre derechos nacionales, quizás estaba representado en este pasaje de Israel Zangwill, escrito justo tras la Primera Guerra Mundial: "Los árabes deberán reconocer que el camino de gloria nacional renovada recae sobre Bagdad, Damasco y Meca y los vastos territorios liberados para ellos de los turcos; y deberán estar satisfechos. [...] Los poderes que los han liberado tienen, sin lugar a duda, el derecho de requerirles no envidiar la insignificante franja (Israel) necesaria para el renacimiento de una todavía más oprimida población". Así, desde el principio, los sionistas vieron a los árabes residentes en Palestina como parte de una nación árabe mayor.
Menachem Ussishkin y Dov Ber Borojov, líderes sionistas en la diáspora, según Anita Shapira, ignorantes de la postura real árabe, expresaron su creencia de que los árabes palestinos serían asimilados por los judíos. Debido a que los judíos estaban más desarrollados, liderarían el desarrollo del país, los árabes se someterían ellos mismos y asimilarían la influencia cultural judía. Borochov también dijo que los árabes eran una "gente similar a nosotros en sangre y espíritu", y adoptó el concepto de hermandad entre todos los descendientes de Sem, como fundamento de su opinión. Según Shapira, esta aproximación fue parte de una campaña de autopersuasión, de que los árabes no eran amenaza para la realización de los objetivos sionistas.
Según Jonah Frankel, los inmigrantes de la Segunda Aliyá tenían unos profundos valores seculares y nacionalistas. Sin embargo, la actitud hacia los árabes tomó muchas formas. En un extremo estaban los que Yitshak Epstein y Rabi Binyamin, que mantenían que el sionismo no debía hostigar a los árabes. Epstein defendía el asentamiento solamente en áreas no trabajadas por los árabes. Rabi Binyamin mantenía que la educación moderna, completa igualdad y la modernización; llevaría a los árabes a aceptar la masiva inmigración judía. En el otro extremo estaban los que asumían que para alcanzar los objetivos sionistas, deberían derrotar una resistencia árabe violenta. Brenner escribió "Existe ahora, debe existir, odio mutuo [judíos y árabes], y existirá en el futuro también". Una mitología conectando descendientes a la tierra fue, a menudo, un tema para ellos. Por ejemplo K.L. Silman escribió:
Derramamos nuestra sangre y vivimos aquí. Nuestra vida es la continuación del pasado y también lo es el derramamiento de sangre. Una nación no construye su vida sino sobre los fundamentos de su pasado y la sangre está unida a sangre.
Según Zerubave[¿quién?], defender la distensión y hacer concesiones a los árabes era seguir la mentalidad del Galut (exilio). Según Frankel, este tipo de mitología fue una parte importante del legado político de la Segunda Aliyá.
En respuesta a los ataques árabes bajo los turcos, los sionistas en Palestina crearon la organización Hashomer (el vigilante) para autodefensa.

### Nacionalismo árabe y respuesta árabe al sionismo
Bajo los otomanos, la población árabe aceptaba en todas partes al sultán otomano, considerándolo su legítimo soberano. Enviaban a los jóvenes a las guerras del monarca, pagaban los tributos. La gran mayoría de los súbditos árabes habían aceptado esta especie de contrato. A cambio esperaban mayor seguridad, estabilidad y preservación de los valores islámicos.
En 1856, los otomanos emitieron el edicto Hatt-i Humayun, garantizando iguales derechos para todos los sujetos otomanos. A pesar de esto, los musulmanes todavía veían a los judíos como dhimmis: gente protegida  por los musulmanes y subordinada ellos. Esto cambió cuando, a causa de la inmigración judía y la adquisición de tierra, a finales del siglo XIX, se dieron cuenta de que el sionismo quería crear un estado judío en Palestina. Tanto palestinos, cristianos como musulmanes, estaban preocupados.
En 1897, se formó una comisión árabe  en Jerusalén, dirigida por el Mufti, para investigar las ventas de tierras a los judíos. Sus protestas llevaron al cese de estas ventas por varios años. Los campesinos árabes protestaban si los hacendados judíos los expulsaban de sus hogares, creándose violencia y resistencia armada. Sin embargo, la propiedad de tierra por judíos sí era aceptada, si a los campesinos se les permitía quedarse.
Yusuf al-Khalidi, un prominente ciudadano de Jerusalén, escribió al rabino principal de Francia que la implementación de sionismo requeriría la "fuerza bruta". Rashid Rida declaró en 1902 que el sionismo no solo busca un refugio seguro para los judíos, sino que también pretende una soberanía nacional. Naguib Azoury, un cristiano maronita de Beirut, predijo que habría choques violentos entre árabes y judíos en Palestina.
Tras la Revolución de los Jóvenes Turcos en 1908, el nacionalismo árabe creció rápidamente en el área. La mayoría de los nacionalistas árabes veían al sionismo como una amenaza, aunque había una minoría que percibía al sionismo como un camino a la modernidad. Según C. D. Smith, esto se debió al auge del Sionismo socialista, que estaba abiertamente opuesto al empleo de árabes por los sionistas, condenando la permanencia de campesinos árabes en tierra de propiedad judía, y con la intención de una entidad judía separada en Palestina. Ya que estos asuntos eran discutidos en la prensa judía, también fueron conocidos por los árabes palestinos, especialmente después de que hubiera aparecido la prensa árabe palestina. Los dos principales periódicos anitsionistas, Al-Karmil, fundado en 1908 en Haifa, y Filastin, fundado en 1911 en Jaffa, estaban dirigidos por cristianos ortodoxos. En el parlamento otomano en Estambul, los representantes palestinos solicitaron un mayor control otomano del sionismo.
Yosef Gorny investigó las características ideológicas del sionismo en la confrontación judía-árabe, en su libro Zionism and the Arabs, 1882-1948 (Sionismo y los árabes). También dice que dos cuestiones ideológicas eran importantes. La primera era si los árabes palestinos eran parte de una nación mayor o constituían una entidad nacional palestina separada. La segunda era hasta qué punto el sionismo podía basar sus demandas en derechos históricos. El objetivo del sionismo de "construir en Palestina una clara sociedad nacional judía", significa que también hace honor a ciertos principios que afectan a su actitud hacia los árabes. Gorny distingue el "deseo de concentración territorial de la población judía en Palestina", "el deseo de crear una mayoría judía en Palestina", la "creencia de que el empleo exclusivo de mano de obra judía son requisitos previos para una sociedad judía independiente", y el "renacimiento de la cultura hebrea como condición previa para el renacimiento de la nación".
| Año  | Judíos  | Árabes    |
| ---- | ------- | --------- |
| 1800 | 6.700   | 268.000   |
| 1880 | 24.000  | 525.000   |
| 1915 | 87.500  | 590.000   |
| 1931 | 174.000 | 837.000   |
| 1947 | 630.000 | 1.310.000 |

Gorny también distingue varios desarrollos importantes que tuvieron relevancia en la confrontación y la actitud de los sionistas. Hasta 1917, el sionismo fue tolerado como un movimiento nacional en el imperio otomano. Después de 1917, Palestina se convirtió en un mandato administrado por los británicos, y el derecho de los judíos a una patria en Palestina fue reconocido por los británicos y la liga de las Naciones. En 1948, se estableció el estado de Israel. Simultáneamente, el problema palestino sería cada vez más importante para los judíos, árabes y la comunidad internacional. Durante este periodo, el balance demográfico cambió de un judío por cada 23 habitantes en 1880 a un judío por cada 3 habitantes en 1947 (ver tabla).  Finalmente, Gorny dice que el ritmo desigual de occidentalización dio a la sociedad judía ventaja en tecnología organización. La sociedad judía era principalmente urbana, y la sociedad árabe era principalmente rural.
En su libro Sionismo y los palestinos, Flapan destaca seis conceptos básicos de l política sionista respecto a los árabes: 
1. Construcción gradual de una economía y potencial militar como base para alcanzar los objetivos políticos.
2. Alianza con una gran potencia, externa al Oriente Medio.
3. No reconocimiento de la existencia de una entidad nacional palestina.
4. Misión de civilización sionista en un área subdesarrollada.
5. Segregación económica, social y cultural; como requisitos previos para el renacimiento de la vida nacional judía.
6. El concepto de "Paz desde la fuerza".

Norman Finkelstein dice "El consenso estratégico [en el movimiento sionista] sobre el problema árabe era extraordinario". Este consenso estaba basado en tres premisas:
1. El movimiento sionista no deberá esperar ni buscar la conformidad de los árabes palestinos.
2. El éxito de la empresa sionista dependerá del apoyo de una (o más) grandes potencias.
3. El conflicto palestino deberá resolverse dentro del marco de una alianza regional, subordinada a los intereses de las grandes potencias.[12]

Acorde a las primeras promesas de Ben-Gurión, en la Declaración de independencia de Israel declara que "[Israel] asegurará la completa igualdad de derechos sociales y políticos a todos sus ciudadanos, independientemente de su religión, raza o sexo".

### Bajo la administración de la ocupación británica
Varios factores incrementaron los temores árabes, tras la Primera Guerra Mundial. Entre estos estaban la creación de Palestina en 1918 y la Declaración de Balfour. Los británicos también garantizaron las solicitudes sionistas de que el hebreo fuera una lengua con un estatus igual al árabe en las proclamas oficiales, que los empleados judíos del gobierno ganaran más que los árabes y que los sionistas serán autorizados a ondear su bandera, mientras que los árabes no. Muchos judíos de Palestina actuaron como si el logro de un estado judío fuera inminente. Además, en 1919, algunos periódicos judíos llamaban a la emigración forzada de los árabes palestinos.
Por un tiempo, la asociación musulmana-cristiana, fundada en noviembre de 1918 por dirigentes destacados, se convirtió en el foro nacionalista palestino líder. Los árabes palestinos jóvenes vieron la inclusión de Palestina en un estado panárabe como el mejor medio de frustrar los objetivos sionistas. Entre ellos estaba el futuro Mufti de Jerusalén,  Haj Amin al-Husseini. Tanto la asociación como el Congreso Nacional Sirio pretendían unir Palestina con Sira, regida por el Rey Faisal. 
La Guerra franco-siria estalló en marzo de 1920, como un intento de establecer un reino hashemita en todo el levante. En un número de notables incidentes, la guerra se extendió al vecino Mandato británico de Palestina, incluyendo la Batalla de Tel Hai, en marzo de 1920. Además, en abril de 1920, Amin al-Husseini y otros líderes árabes iniciaron los Disturbios de Jerusalén de 1920 donde fueron asesinadas 10 personas y otras 250 resultaron heridas. Varias mujeres fueron violadas y dos sinagogas incendiadas. Los judíos quedaron impactados por estos sucesos y los consideraron un pogromo.
Después de que los británicos cedieran Siria a los franceses, en julio de 1920, el gobierno de Faisal del Reino Árabe de Siria se disolvió y las esperanzas panárabes de Palestina  quedaron desintegradas.

## Ideología: El derecho sobre la tierra

### Posturas sionistas
La Declaración de Independencia de Israel dice  "En [1897] el Primer Congreso Sionista acordó y proclamó el derecho de la población judía a renacer en su propio país". También "Nosotros, [los firmantes] en virtud de nuestro derecho natural e histórico y sobre la base de la resolución de la Asamblea General de Naciones Unidas, por la presente, declaramos el establecimiento de un Estado Judío en Eretz Israel".  Esto muestra la reclamación sionista de un derecho histórico como gente de la tierra de Israel.
Las tres tendencias dentro del consenso sionista: Sionismo político, sionismo laborista y sionismo cultural; requerían una mayoría judía. Adeptos al sionismo político defendían que los vínculos nacionales eran más importantes que los vínculos individuales. Argumentaban que "los judíos constituían una presencia 'extranjera' en medio de estados 'pertenecientes' a otras nacionalidades, numéricamente dominantes". Ellos proponían remediarlo creando un estado con una mayoría judía. Según Finkelstein, el sionismo laborista añadió a esto que un estado judío era el único camino para remediar el déficit de trabajadores judíos en la Diáspora y proponían crear una estructura de clases próspera entre los judíos. El sionismo cultural quería contrarrestar el peligro de la asimilación y pérdida de la cultura judía. Para ellos, una mayoría judía aseguraría un centro espiritual para el 'desenfrenado renacimiento espiritual de la población judía'.

Según Finkelstein, "La corriente principal del movimiento sionista nunca dudó de su 'derecho histórico' a imponer un estado judío por encima del 'derecho al retorno' de la población indígena árabe de Palestina". De hecho, reclamó para el pueblo judío un derecho prioritario sobre Israel, su patria histórica, y accedieron conceder a los árabes solo derecho de residentes casuales. El sionismo justificó esto con dos 'hechos': El vínculo de la nación judía con Palestina, como derivado de su historia, era único; mientras que los árabes de Palestina eran parte de una nación árabe, y por tanto, no tenían un vínculo especial con Palestina. Además, los judíos tenían un derecho preferente sobre Palestina. Por ejemplo, Aaron David Gordon, cuyas enseñanzas formaron la principal inspiración intelectual de los líderes laboristas, escribió en 1921:
'Para Eretz Israel, tenemos un estatuto que ha sido válido hasta ahora y que siempre será válido, este es la Biblia [ ... incluyendo los evangelios y el nuevo testamento...] Vino completamente de nosotros, fue creado entre nosotros. [...] ¿Y Qué han creado los árabes en todos los años que han vivido en el país? Estas  creaciones, o incluso solo la creación de la Biblia, nos da un derecho eterno sobre la tierra en la que fuimos tan creativos, especialmente desde que la gente que vino después de nosotros, no creó tales obras en este país, o no crearon nada en absoluto'.
 Según Zeev Sternhell, "Los fundadores aceptaron este punto de vista. Este era el argumento sionista  definitivo".
Y. Gorny dice que los líderes de varias ramas del sionismo reclamaron tal derecho prioritario: 
- El sionista de la rama cultural, Ahad Ha'am "Vio los derechos históricos de los judíos como prioritarios ante los derechos de residencia de los árabes en Palestina".[21]
- El compañero de Theodor Herzl, Max Nordau, un sionista político, declaró que Palestina era la "herencia histórica y legal" de la nación judía, y que los árabes palestinos solo poseían "derechos de posesión".[22]
- David Ben-Gurión, el líder de mayor importancia del sionismo laborista, mantenía que la población judía tenía un derecho superior sobre Palestina,[23] que Palestina era importante para los judíos como nación y para los árabes como individuos, y por tanto, el derecho de la población judía a concentrarse en Palestina, no lo era tal para los árabes.[24]
- Zeev Jabotinsky, líder del sionismo revisionista más radical, mantenía que ya que Palestina era solo una pequeña parte de la tierra que poseía la nación árabe, "requisar un árabe de tierra de una nación con grandes tramos de tierra, con el fin de crear un hogar para una población errante, es un acto de justicia, y si la nación propietaria de la tierra no desea cederla (lo que es completamente natural), debe ser forzada.

Los sionistas disidentes de Brit Shalom y Ihud pensaban de forma diferente. Hugo Bergmann escribió en 1929: "Nuestros opositores [en la corriente principal de sionismo] mantuvieron diferentes opiniones. Cuando hablan de Palestina, de nuestro país, ellos quieren decir 'nuestro país', es decir, 'no su país' [... esta creencia esta basada en el concepto de que en un estado]  a una población de entre las poblaciones que residen allí, debería concedérsele el derecho prioritario". Ernst Simon mantenía que el derecho histórico "es vinculante para nosotros en lugar de para los árabes" y por tanto un acuerdo con los árabes es necesario.
Según Anita Shapira, a principio de la década de 1940, los jóvenes judíos llegaron a creer que "la tierra era de ellos, solo de ellos. Su sentimiento estaba acompañado por un feroz sentido de posesión, de una gozosa expectación de la lucha por ella".

#### El no reconocimiento de una entidad nacional árabe palestina
Según Simha Flapan, un concepto básico de pensamiento sionista político fue el no reconocimiento de la existencia de una entidad nacional palestina. Él dice que la frase, ampliamente publicada, de  Golda Meir "No existía tal cosa llamada Palestinos", fue el pilar del sionismo político, iniciado por Weizmann y fielmente ejecutada por Ben-Gurión y sus sucesores. Sin embargo, Gorny ha documentado un rango de actitudes mantenidas por los sionistas hacia los árabes palestinos, un fenómeno que implica reconocimiento, incluso si es solo por oposición, de una entidad nacional palestina.

#### Territorio anhelado por el sionismo
La tierra anhelada por el movimiento sionista era "Eretz Israel". Anita Shapira dice que esta expresión era "un nombre sagrado, tan vago como los límites exactos de los territorios referidos pero que claramente definen su propiedad". Según Finkelstein,  la tierra ansiada incorporaba Palestina, Transjordania, Altos del Golán y el sur de Líbano. Ben-Gurión dijo que él deseaba "concentrar las masas de nuestra gente en esta tierra y sus entornos".  Cuando propuso aceptar las propuestas de la Comisión Peel en 1937, que incluía un estado judía en parte de Palestina, Ben-Gurión dijo al 20 congreso sionista: 
El estado judío que se nos ofrece ahora no es el objetivo sionista. [...] sino que él puede servir como una etapa decisiva en el camino a una implementación sionista mayor. Este estado consolidará en Palestina, en el menor plazo posible, la fuerza judía real, que nos llevará a nuestro objetivo histórico.
En una discusión en la Agencia Judía, dijo que quería un acuerdo árabe-judío "asumiendo que después seremos una fuerza poderosa, como resultado de la creación del estado, aboliremos la partición y nos expandiremos a toda Palestina". En una carta a su hijo Amos escribió, en 1937, que un estado judío en parte de Palestina "no era el final, sino solo el principio". "Dará un poderoso impulso a nuestros esfuerzos históricos para redimir el país en su totalidad". Escribió que "no tenía duda de que nuestro ejército estará entre los más sobresalientes —y por tanto, estoy seguro de no seremos privados de asentarnos en el resto del país, ya sea por mutuo acuerdo y entendimiento con nuestros vecinos árabes, o por cualquier otro medio".
En la Conferencia de Biltmore, en 1942, Ben-Gurión formulo la reclamación sionista 'no un estado judío en Palestina, sino Palestina como un estado judío'. El Programa Biltmore, adoptado en esa conferencia por varias organizaciones judíos sionistas y no sionistas, clamaba "El establecimiento de Palestina como una Commonwealth [comunidad de estados asociados] judía".

#### Postura de Ben-Gurión

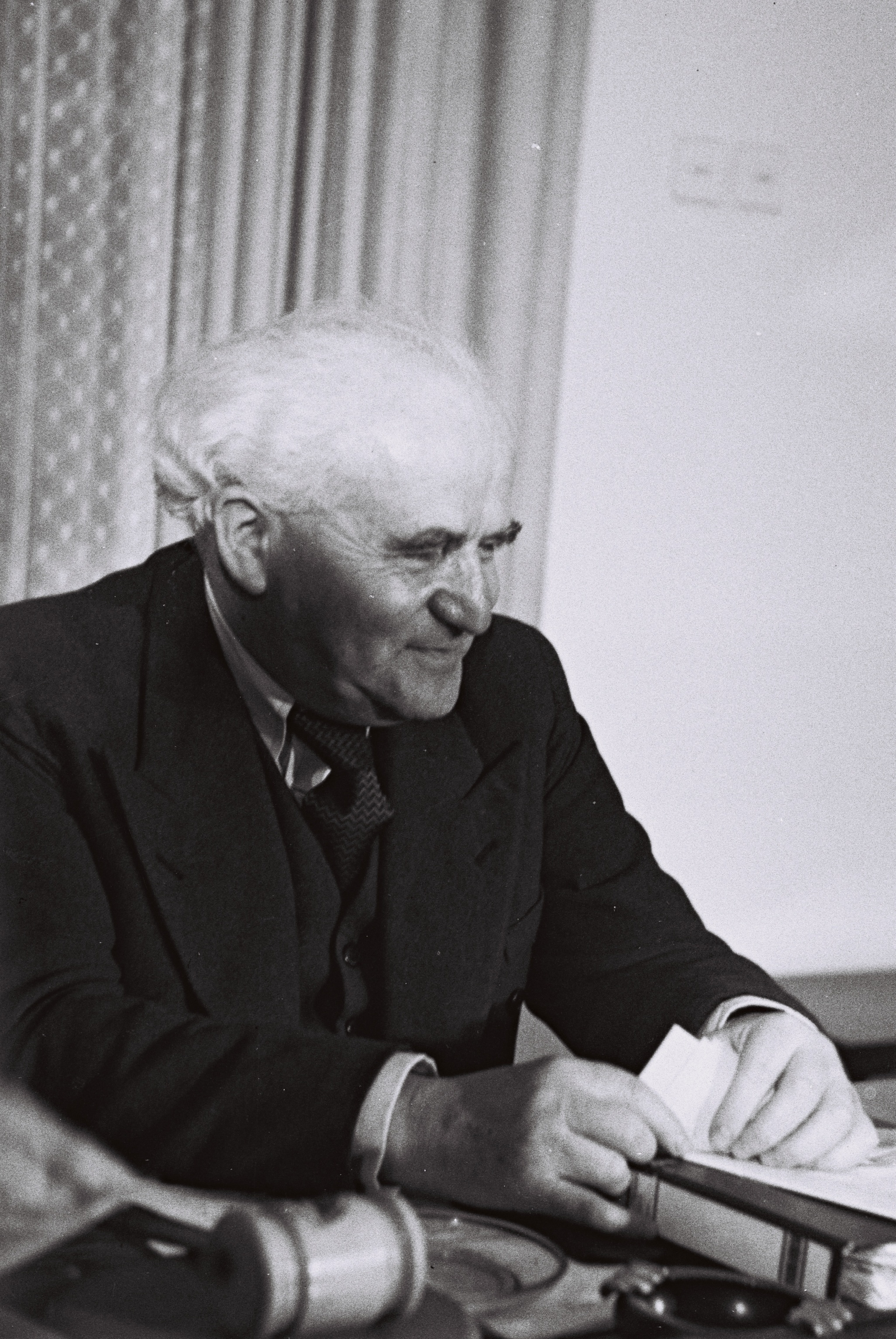
David Ben-Gurión

Durante el periodo previo a la declaración de estado en Palestina, Ben-Gurión representó a la corriente dirigente judía principal y era considerado como moderado. Estaba firmemente opuesto al movimiento Sionismo revisionista, liderado por Zeev Jabotinsky y su sucesor Menájem Begín. Ben-Gurión raramente invocaba el "derecho histórico" del pueblo judío a Eretz Israel, y prefería enfatizar el derecho derivado de la necesidad judía de una patria y el derecho universal de asentarse y desarrollar una tierra baldía.
Según Teveth, durante muchos años, la principal reclamación de Ben-Gurión fue el derecho judío de trabajar la tierra, especialmente el ocho por ciento de Palestina que estaba sin cultivar, y a ganarla mediante el Trabajo Judío. "Nosotros tenemos el derecho de construir y ser construidos en Palestina". El derecho de poseer una tierra es derivado del deseo continuo de trabajarla, y a ese respecto, judíos y árabes tienen igual derecho. Sin embargo, Ben-Gurión expresó la creencia de que los árabes les iría bien la renovación judía del país, porque también significaba la renovación de su población árabe. Según Teveth, "los árabes, ellos mismos, son incapaces de desarrollar el país, y no tenían derecho a interponerse en el camino de los judíos. En 1918 [Ben-Gurión] decidió que los derechos no emanan del pasado, sino del futuro, y en 1924 declaró "No reconocemos el derecho de los árabes a gobernar el país, ya que Palestina esta subdesarrollada y todavía aguarda a sus constructores".  Ben-Gurión dijo que los árabes "tienen derecho solo a lo que ellos han creado y a sus propias casas".
Ben-Gurión tenía una visión realista del fuerte vínculo existente entre los palestinos árabes a la tierra de Palestina. En 1938 dijo: 'En nuestro argumento político hacia el exterior, minimizamos la oposición árabe a nosotros.  Pero no ignoremos la verdad entre nosotros mismos. [...] Un pueblo que lucha contra la usurpación de su tierra no se cansa tan fácilmente' Según Flapan, la declaración de Ben-Gurión de los sentimientos árabes, le llevaba a una línea más militar sobre la necesidad de crear una fuerza militar: "Creo en nuestro poder, en que nuestro poder crecerá, y si este crece, llegará un acuerdo...".
Según Teveth, se puede observar en el pensamiento de Ben-Gurión una "evolución, lejos de una visión del sionismo como un movimiento de absoluta justicia, respaldando un mensaje universal y como un movimiento de paz y trabajo constructivo. En su visión revisada del sionismo, [...] su única preocupación era un movimiento de relativa justicia con los judíos, un movimiento preparado para dirigir una guerra y tomar el control del país, por la fuerza, si era necesario".
El Libro Blanco de 1939 estipulaba que la inmigración judía a Palestina debía ser limitada a 15.000 individuos al año, durante los primeros cinco años, y que posteriormente estaría supeditado al consentimiento árabe. Después de esto, Ben-Gurión cambió su política hacia los británicos, declarando "La paz en Palestina no es la mejor situación para impedir la política del Libro Blanco". Ben-Gurión, pensaba que una solución pacífica con los árabes no era posible y comenzó pronto a preparar la comunidad Yishuv para la guerra. Según Teveth, "a través de su campaña de movilización de los Yishuv en apoyo del esfuerzo bélico británico , él pretendía construir el núcleo de un 'ejército hebreo', y su éxito en esta empresa trajo la victoria al sionismo, en la lucha de establecer un estado judío".
En público, Ben-Gurión mantenía la postura oficial de su partido, negando la necesidad del uso de la fuerza para alcanzar los objetivos sionistas. A diferencia de Weizmann, Ben-Gurión tenía una visión realista del fuerte vínculo de los palestinos árabes a la tierra palestina. 

En el epílogo de Ben-Gurión and the Palestinian Arabs (Ben-Gurión y los árabes palestinos), Shabtai Teveth evalúa la política de Ben-Gurión hacia los árabes hasta 1936 como sigue:
Una comparación cuidadosa de las posturas políticas y privadas de Ben-Gurión lleva inexorablemente a la conclusión de que estos veinte años de negar el conflicto fue una táctica calculada, nacida del pragmatismo más que de la profundidad de la convicción. La idea de que judíos y árabes podrían reconciliar sus diferencias mediante la solidaridad de clase, una noción que defendió entre 1919 y 1920, era una táctica dilatoria. Una vez que los los Yishuv obtuvieron el poder, Ben-Gurión la abandonó. La creencia de una solución de compromiso, que Ben-Gurión manifestó durante siete años, entre 1926 y 1936, fue también una táctica, diseñada para obtener el continuo apoyo británico del sionismo. Las únicas convicciones genuinas que subyacen en la aproximación de Ben-Gurión al problema árabe eran dos: Que para el gobierno de Palestina, era más importante sustentarse sobre la fuerza, que sobre un acuerdo con los árabes. Y que ellos mismos aceptarían la presencia judía, solo después de admitir su capacidad para destruirla.
Para Ben-Gurión, cualquiera acuerdo con los árabes palestinos debería estar basado en la aceptación árabe de la hegemonía sionista. Esto resultaría del reconocimiento árabe de la fuerza sionista y de la debilidad árabe. En conversaciones con los árabes durante la década de 1930 Ben-Gurión intentó hacerles notar el  poder de los judíos, por ejemplo, exigiendo un estado judío que incluía Transjordania.

#### Postura de Weizmann
En opinión de Chaim Weizmann, Palestina era un país judío y no árabe. Sin embargo, Weizmann creía que el estado debía basarse en la justicia y no en un acuerdo con los árabes.
En 1918, Weizmann recorrió Palestina como jefe de la Comisión Sionista y se reunió con líderes árabes y palestinos, incluyendo al futuro mufti al-Husseini. Según Flapan, Weizmann prefirió principalmente negociar una solución política con los británicos, y a veces con los árabes no palestinos, pero se oponía a negociar con los propios palestinos. Según Jehuda Reinharz, centró sus esfuerzos en el liderazgo panárabe de la familia Husseini, porque eran (en principio) deseosos de alcanzar un acuerdo a cambio del apoyo sionista, ya que había fallado en alcanzar cualquier entendimiento con los líderes árabes palestinos.
Weizmann rechazó la idea de que la transferencia de población palestina a otros países árabes fuera inmoral (bajo el Tratado de Lausana de 1923, turcos y griegos acordaron un intercambio mutuo de población). Según Flapan, esta idea estaba en su pensamiento, aunque nunca lo dijo en público. En 1930, sin embargo, instó a los británicos a considerar la transferencia de palestinos a Transjordania.
Según Flapan, a principios de la década de 1920 hizo pública, con vehemencia, su oposición a los intentos de Judah Leon Magnes de mediar con los árabes. La proposición de Magnes incluía un estado palestino establecido con voto proporcional.  Weizmann se oponía vehementemente a la creación de instituciones representativas en Palestina. Según Gorny, Weizmann "no consideraba a los árabes palestinos como compañeros en las negociaciones del futuro estado de Palestina".
Según Arthur Ruppin, anteriormente a cargo de la Agencia Judía, Weizmann y otros líderes sionistas fallaron al entender la naturaleza e importancia del problema árabe. Ruppin dijo a la Agencia, en mayo de 1936: "El Dr. Weizmann dijo una vez, cómo recibió la Declaración de Balbour. Cuando le pregunté '¿Qué pensó entonces, en realidad, del problema árabe?' él contestó 'Los ingleses nos han dicho que hay varios cientos de miles de negros allí, y esto no tiene importancia'. Esto me muestra que, en ese momento, nuestros líderes no tenían ni idea del problema árabe, incluso, mucho después, relegaron este problema".

#### Postura de Jabotinsky
Ze'ev Jabotinsky, líder de los Sionistas revisionistas, pensó que los árabes eran completamente irrelevantes para  el sionismo, excepto como enemigos. En su opinión, el conflicto con los árabes era natural e inevitable y no tenía solución hasta que los sionistas pudieran enfrentarse a los árabes con un "muro de hierro" de poder judío. Sin embargo, Jabotinsky apoyó la igualdad de derechos para los árabes que vivieran en el estado judío.

#### Concepto de estado binacional
Una minoría de sionistas, incluyendo el movimiento sionista socialista Hashomer Hatzair, pensó en crear un estado binacional. Sin embargo, su planteamiento fue impopular entre árabes y entre judíos.[cita requerida]

#### La "idea de transferencia"
La "idea de transferencia" se refiere al pensamiento sionista sobre la posibilidad de transferir árabes palestinos a fuera de Palestina, o a una parte judía de Palestina, para el beneficio de los objetivos sionistas. Las organizaciones sionistas debatieron completamente sobre el asunto en relación con las recomendaciones de 1937 de la comisión Peel. En el debate histórico desde la década de 1980, ha sido frecuente objeto de debate, en relación con Éxodo palestino de 1948. Los defensores de esta teoría dicen que la fuerza impulsora del éxodo palestino de 1948 fue la creencia de los líderes sionistas de que un estado judío no puede sobrevivir con una población árabe poderosa y que una transferencia de población sería más beneficiosa.
Según el historiador israelí Benny Morris, "muchos, si no la mayoría, le los lideres de las principales corrientes sionistas, expresaron que al menos aprobaban la idea de transferencia durante las primeras décadas del movimiento. En verdad, ya que el asunto era sensible, no solían declararlo en público". El historiador y antiguo diplomático israelí, Shlomo Ben-Ami escribió: "La filosofía de transferencia no era un artículo marginal y esotérico en la mentalidad y pensamiento de los principales líderes del Yishuv".
Según Gorny, en la opinión tradicional de los sionistas era deseable el éxodo masivo de árabes palestinos, como solución al "problema árabe".
Norman Finkelstein argumenta que la idea de transferencia está cerca al núcleo del pensamiento sionista. Dice que los sionistas reclaman un derecho prioritario sobre toda Palestina, que combinado con su deseo de establecer una sociedad que "pertenezca" a los judíos, resultó en "una ideología exclusivista radical, que deja a los no judíos, como mucho, una presencia superflua y que se presta fácilmente a esquemas favorables a la transferencia de población —y expulsión". Así "el sionismo reclama toda Palestina [...] poniendo en cuestión cualquier presencia árabe en Palestina".
Theodor Herzl apoyó la idea de transferencia. La tierra en Palestina no iba a ser amablemente expropiada de los árabes palestinos y debían ser puestos al otro lado de la frontera "unbemerkt" (subrepticiamente), por ejemplo, negándoles la contratación. El boceto de Herzl de  un capítulo para una Compañía de Tierras judía-otomana (en inglés JOLC Jewish-Ottoman Land Company) daría a la compañía el derecho de obtener tierras en Palestina, cediendo a los propietarios otra similar en cualquier otra parte del Imperio Otomano. Según Walid Khalidi esto muestra la  "anodina asunción de Herzl de la idea de transferencia para abrir camino al inmigración colonialista".
Según Nur Masalha, "La derrota del plan de partición no reduce de ninguna forma la determinación de los partidarios de Ben-Gurión [...] de continuar en la expulsión de la población nativa" En noviembre de 1937, fue designado un Comité para la Transferencia de Población, para investigar la utilidad de la transferencia. El comité discutió detalles de los costos, lugares específicos de relocalización de palestinos, y el orden en que deberían ser transferidos. A la vista de la necesidad de tierra, concluyó que la población rural debía ser transferida antes que la población urbana, y que la mejor manera sería aldea a aldea. En junio de 1938, Ben-Gurión resumió la opinión en la Agencia Judía: "Apoyo la transferencia forzada. No veo nada inmoral en ello". Respecto a la reticencia de los británicos para implementarla, la expropiación de tierras fue vista como el principal mecanismo para precipitar un éxodo palestino. También, a los palestinos que quedaran no se les deberá permitir quedar con posesiones importantes.
El rol de la "idea de transferencia" en el Éxodo palestino de 1948 es controvertido. Aunque es hoy día ampliamente reconocido por los historiadores que los ataques militares judíos fueron la principal causa del éxodo, todavía se debate si fue o no una política oficial con este objetivo. El "pensamiento de transferencia" en la comunidad Yishuv , antes de 1948, puede haber jugado un papel durante el proceso de planeamiento y también en la actitud de los líderes y militares y soldados  hacia los palestinos durante la guerra.[cita requerida]

### Posturas árabes palestinas
Los líderes árabes palestinos basaron sus solicitudes a los británicos de derechos nacionales y políticos como gobierno representativo, en varios argumentos:
- Junto con Irak, Siria, Líbano y Palestina; eran un Mandato Clase A de la Sociedad de las Naciones. El mandato Clase A era considerado, según el artículo 22[61] del pacto de la liga de las naciones "Ciertas comunidades que pertenecían al imperio turco han alcanzado un grado de desarrollo en el que su existencia como naciones independientes pueden ser reconocidas provisionalmente, sujetos a la representación de asesoramiento administrativo y asistencia por un mandato hasta el momento que puedan permanecer por sí mismas. Los deseos de estas comunidades deben ser de principal consideración en la selección del mandatario". Para1932 Irak era independiente. Siria, Líbano y Transjordania tenían parlamentos nacionales, funcionarios gubernamentales árabes hasta el rango de ministro, y un considerable poder en manos árabes..[62]
- Promesas británicas durante la Primera Guerra Mundial. La correspondencia Husayn-McMahon había prometido a los árabes la autodeterminación en áreas puramente árabes. Sin embargo, McMahon se había reservado deliberadamente la ambigüedad de si Palestina era parte o no de esas áreas.[63]

#### Rechazo de los judíos Yishuv y del Jihad
El pensamiento religioso islámico también tuvo influencia en las posturas palestinas, especialmente durante la década de 1930, dirigido hacia una interpretación religiosa de la lucha contra los británicos y la comunidad judía Yishuv. Entre los islámicos la cuestión era la aplicación del Dar al-Islam en Palestina, término con el que los eruditos del islam se refieren a los países donde el islam es la religión oficial y rige el estado, y donde ciertas religiones (Judaísmo, Cristianismo y Sabeísmo) eran toleradas. Aunque la idea de una Yihad  defensiva se hizo popular entre los militantes palestinos en la década de 1980, el modelo de este fenómeno apareció incluso a principios de la década de 1930, con los primeros grupos de militantes islámicos, como "La  Mano Negra" (liderados por el líder religioso Izaddin al-Qassam) con la intención de liberar a Palestina de Cristianos y judíos dentro del contexto de la Yihad.

#### Amin al-Husseini

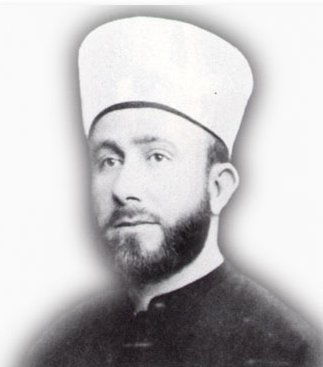
Mohammad Amin al-Husayni

Robert Fisk, discutiendo las dificultades de describir la vida y motivos de al-Husainy, resumió el problema de la siguiente forma:
'Solamente para hablar de su vida es ser captado por la propaganda de guerra árabe-israelí. Hacer una evaluación imparcial de la carrera del hombre —o, en todo caso, una historia imparcial de la disputa árabe-israelí— es como intentar montar dos bicicletas al mismo tiempo'.
Philip Mattar sugiere que en 1939 al-Husseini debería haber aceptado el Libro Blanco de 1939, que le era favorable, o llegar a un acuerdo con los sionistas. Pero el Mufti adoptó una estrategia activa pero fútil de oposición y rechazo, que contribuyó a la derrota final de los palestinos.[cita requerida]
Peter Novick ha argumentado que la representación historiografía de posguerra de al-Husseini mostró complejos intereses geopolíticos, que distorsionaron la historia.
'Las denuncias de la complicidad palestina en el asesinato de judíos europeos eran, hasta cierto punto, una estrategia defensiva, una respuesta previendo la reclamación palestina de que si Israel era recompensada por el Holocausto, era injusto que los musulmanes palestinos pagaran la factura de los crímenes de los cristianos europeos. La afirmación de que los palestinos eran cómplices en el Holocausto estaba basada principalmente en el caso del Mufti de Jerusalén, un líder nacionalista palestino anterior a la Segunda Guerra Mundial, que para evitar el encarcelamiento por los británicos, buscó refugio durante la guerra en Alemania. El Mufti tenia, de muchas formas, mala reputación, pero las denuncias de posguerra de que jugó algún papel significativo en el Holocausto nunca se han sustentado. Esto no impidió que los editores del cuarto volumen de Encyclopedia del Holocausto le dieran un papel principal. El artículo sobre el Mufti es más del doble de largo que los artículos sobre Joseph Goebbels y el de Hermann Göring, más largo que los artículos de Heinrich Himmler, y Reinhard Heydrich juntos, mayor que el artículo de Adolf Eichmann—de todos los artículos biográficos, este es superado en longitud, pero solo ligeramente, por el artículo sobre Hitler.'
Gilbert Achcar resume la importancia de al-Husseini:
"Se debe mencionar de paso, que las memorias de Amin al-Husseini son un antídoto contra la negación del Holocausto: Él supo que el genocidio tuvo lugar y presumía de haber sido perfectamente consciente de ello desde 1943 en adelante. Creo que él es un arquitecto de la Nakba (la derrota y éxodo en 1948 de cientos de miles de palestinos que habían sido expulsados de sus tierras) en el sentido de que tiene cierta parte de responsabilidad por lo que le sucedió a la población palestina".

#### Enlaces con la Alemania Nazi
En 1933, pocas semanas después de que Hitler se hiciera con el poder en la República Alemana, el cónsul general alemán en Palestina, Heinrich Wolff, envió un telegrama a Berlín informando sobre la creencia de  al-Husseini de que los musulmanes palestinos estaban ilusionados con el nuevo régimen y anhelaban la extensión del fascismo por la región. Wolff se reunió de nuevo con al-Husseini y otros Jeques, al mes siguiente en Nabi Musa. Le expresaron su aprobación al boicot antijudío en Alemania y solicitaron de Wolff que evitara el envío de judíos alemanes a Palestina.
El Mufti colaboró con los alemanes en numerosos sabotajes y operaciones de comandos en Irak, Transjordania y Palestina y repetidamente instaba a los alemanes a bombardear Tel Aviv y Jerusalén 'para dañar a los judíos palestinos y para propósitos de propaganda en el mundo árabe' tal como puso su interlocutor nazi. Las propuestas fueron rechazadas.
Los fascistas italianos, planearon un proyecto para situarlo como cabeza de un centro de inteligencia en el norte de África y él estaba de acuerdo en actuar como comandante de unas fuerza regulares e irregulares en una futura unidad junto a las tropas del eje, para realizar operaciones de sabotaje tras las líneas enemigas. La Operation ATLAS fue una de esas operaciones conjuntas.

#### El clan de Nashashibi
La familia Nashashibi estaba considerada como moderada políticamente, comparada con los las opiniones más militantes de la familia Husayni. Los Nashashibis estaban más a favor de una oposición política, más que una violenta al mandato británico y al sionismo. También deseaban un acuerdo en algunas áreas en las que no había palestinos. Por ejemplo, la familia Nashashibi estaba a favor de la partición propuesta por Gran Bretaña en 1937 y discretamente aceptaron el Libro Blanco de 1939, aunque se retractaron cuando fueron atacados por opositores políticos. De la misma forma, los Nashashibi, también favorecieron la participación árabe en el Consejo Legislativo propuesto por el mandato británico, que tendría representantes de viarios grupos religiosos en Palestina, en esos momentos.
Raghib Nashashibi, cabeza del clan Nashashibi en ese momento, fue una figura política influyente durante el periodo del mandato británico, y tras este. Fue designado alcalde de Jerusalén en 1920 por los británicos. Colaboró en la formación del Partido Nacionalista Árabe en 1928 y el Partido de Defensa Nacional en 1934. En 1936, se unió al Alto Comité Árabe, creado por iniciativa de Amin al-Husayni. Sin embargo, Raghib y el Partido de Defensa Nacional se retiraron pronto del comité.
Generalmente, la familia Nashashibi y sus seguidores políticos defendían un pacto con los sionistas y las autoridades británicas. Esto estaba directamente en contra de la opinión de los seguidores de Husayni, quienes defendían un rechazo total de la política de la Declaración de Balfour. El Partido Árabe Palestino, formado en 1935 por los seguidores de Husayni en respuesta a la formación por Nashashibi del Partido de Defensa Nacional, esperaba la disolución total del País Nacional Judío y la creación de un único gobierno árabe. Los Nashashibis, sin embargo, veían más posible que los árabes alcanzaran sus objetivos políticos trabajando del lado del mandato británico, en lugar de luchar contra él.
Durante el periodo del mandato británico, los clanes Husayni y Nahashibi eran las dos familias árabes más poderosas en Palestina y estaban en constante lucha por el poder. Aunque las dos familias no diferían en sus objetivos a largo plazo (parar el influjo de judíos europeos y preservar el estado árabe palestino), diferían en la mejor forma de alcanzar esos objetivos. La familia Husayni rechazaba el mandato británico y el sionismo en conjunto, mientras que los Nashashibis creían que la mejor aproximación era a través de un acuerdo político.
Los políticos en Palestina, en conjunto, divergían ampliamente respecto a las divergencias creadas entre las dos familias. Esto creó un fraccionamiento entre los árabes palestinos que a menudo les anulaba en su lucha contra el sionismo. Además, las luchas entre partidarios a menudo resultaba en que una familia bloqueaba las políticas de la otra que auténticamente podrían haber sido útil para el interés nacional árabe. Desafortunadamente para los árabes palestinos, su capacidad de negociar efectivamente fue a menudo obstaculizada por su incapacidad de presentar un frente común ante el problema del sionismo.

#### Partidos Prosionistas
En 1920, las Asociaciones Nacionales Musulmanas fueron creadas por el alcalde de Haifa, Hassan Bey Shukri y el Jeque Musa Hadeib, presidente del partido de los graneros de Monte Hebrón. En julio de 1921, Shukri envió un telegrama al gobierno británico, expresando su apoyo a la Declaración de Balfour y a la inmigración judía al Mandato británico de Palestina:
Protestamos enérgicamente contra la actitud de dicha delegación referente al problema del sionismo. No consideramos a la población judía como enemigos con la intención de destruirnos. Más bien al contrario, consideramos a los judíos como una población hermana que comparte nuestras alegrías y problemas y que nos ayudan en la construcción de una patria común.
As'ad Shukeiri, un erudito musulmán prosionista de la zona de Acre y ampliamente conocido por su oposición al movimiento árabe palestino, siguió la misma tendencia. Se reunió periódicamente con los funcionarios sionistas y formó parte de organizaciones prosionistas árabes, rechazando públicamente el uso del Islam contra el sionismo por parte de Amin al-Husain.

## Separación social y económica

### 'La conquista sionista del trabajo'
En 1932 Ben-Gurión escribió:
Nosotros que venimos aquí desde hace cincuenta años no podíamos ser absorbidos por la economía existente, sino que estábamos obligados a crear nuevos recursos vitales. No nos hemos asentado en aldeas árabes o en ciudades habitadas, sino que fundamos nuevos poblados y creado nuevos distritos y barriadas urbanas. No buscábamos trabajar en viñedos o huertos árabes, ni en tiendas o fábricas árabes; sino que planificamos y levantamos las nuestras. No vinimos como inmigrantes sino como colonos, no a una palestina antigua sino a una nueva tierra hecha por nosotros mismos.
La lucha por el 'trabajo judío', para que los judíos empleen solo a judíos, significó la victoria del trabajo judío en crear una nueva sociedad. Esta lucha fue perseguida constantemente por los líderes de la segunda Aliyah (1904–1914), quienes fundaron el sionismo laborista y, en la década de 1930, se convirtieron en líderes del movimiento sionista. Poco después de su llegada a Palestina, en 1906, Ben-Gurión percibió que un moshav, un asentamiento agrícola privado judía, empleaba a árabes como guardas. Se preguntó a sí mismo: "¿Era concebible que aquí también debíamos estar en en un auténtico Galuth (exílio), contratando a extranjeros para vigilar nuestras propiedades y proteger nuestras vidas?". Rápidamente Ben-Gurión y sus compañeros comenzaron gestiones para corregir esta situación. Según Teveth en esos primeros años Ben-Gurión desarrolló el concepto de 'Avodah Ivrit', o 'Trabajo Judío'.
Los líderes de la segunda Aliyá acordaron que el trabajo judío era vital para el proceso de revitalización nacional, ya que estaban convencidos de que los judíos debían 'redimirse' construyendo con sus propias manos un nuevo tipo de sociedad judía. También pensaron que el uso del trabajo árabe podría crear una sociedad colonial típica con explotación barata y trabajadores indígenas desorganizados, y que impediría una posterior inmigración judía. Finalmente consideraron el trabajo manual como una buena terapia para los judíos, como individuos o como pueblo. En la opinión de Ben-Gurión el trabajo judío "No era un medio sino un glorioso fin", el judío debía ser transformado y hecho creativo.
En 1907 Ben-Gurión hizo un llamamiento al trabajo judío en las tierras pertenecientes a la Fundación Nacional Judía. Existían dificultades porque los árabes estaban preparados para trabajar durante largas jornadas por bajo salario, y la mayoría de los inmigrantes judíos preferían asentarse en las ciudades. En este contexto se desarrolló el concepto de   Kibbutz, 'asentamiento cooperativo basado en el autotrabajo y motivado por ideales sionistas''. En un resumen hecho por Ben-Gurión, dijo que el movimiento Kibbutz no comenzó gracias a una teoría socialista, sino como una forma eficaz de "garantizar el trabajo judío".
Alrededor de 1920, Ben-Gurión comenzó a reclamar el trabajo judío en todo el sistema económico, y el sionismo laborista comenzó a esforzarse por una absoluta segregación de las comunidades judías y árabes. De esta forma 'judíos y árabes [...] vivirían en asentamientos separados y trabajarían en economías separadas'. Ben-Gurión empleó los disturbios palestinos de 1929 y la Huelga General árabe de 1936 como oportunidades de incrementar su esfuerzo en el trabajo judío. En 1930, el  Informe Hope Simpson culpó a la política del trabajo judío por el grave desempleo en el sector árabe. Según Flapan, en 1933, el Histadrut, lanzó su primera campaña para expulsar a los trabajadores árabes de las ciudades. En muchos casos esa expulsión 'tomó la forma de horribles escenas de violencia'. Reportajes al respecto de la prensa árabe y judía 'crearon una atmósfera de tensión sin precedentes''. Según Flaplan esta expulsión de trabajadores árabes y la 'mordaz propaganda' que acompañó a la operación, amplificaron la hostilidad árabe y finalmente precipitaron el estallido de la Revuelta árabe de Palestina de 1936 a 1939.

En 1947 la Comisión Especial de la ONU sobre Palestina, resumió la situación:
La vida económica presenta el complejo fenómeno de dos economías diferenciadas —Una judía y una árabe, íntimamente relacionadas y, sin embargo, con características esenciales separadas. [...] A parte del grupo reducido de expertos, ningún trabajador judío esta empleado en empresas árabes y aparte de los huertos de cítricos, muy pocos árabes son empleados en empresas judías [...] El Servicio gubernamental, la compañía Potash (potasa) y la refinería de petróleo; son casi los únicos lugares donde árabes y judíos se unen como compañeros de trabajo en la misma organización.  [...] Hay considerables diferencias entre los sueldos de trabajadores árabes y judíos en ocupaciones similares.

## El conflicto (1921–1948)
Desde el punto de vista sionista, los árabes se opondrían naturalmente al sionismo, pero ese era problema de los británicos, y no de los judíos. Tal como requerían los términos del mandato, los británicos deberían evitar que los árabes se convirtieran en una amenaza política, e incluso militar, para los objetivos sionistas. Además, para los sionistas era más importante la política británica que la  política árabe.
La oposición árabe era conocida, por supuesto, por los sionistas. Ben-Gurión dijo en 1918: "Nosotros, como nación, queremos que este país sea nuestro. Los árabes, como nación, quieren que este país sea suyo". La resistencia era esperada. Jabotinsky dijo en 1921: "No conozco ni un único ejemplo en la historia donde un país fuera colonizado con el consentimiento cortés de su población".
Según Flapan, uno de los conceptos básicos de la corriente principal sionista, respecto de los árabes palestinos, era la segregación económica, social y cultural; como medio de crear una vida nacional judía. Especialmente, el esfuerzo por "cien por cien del trabajo judío" en el sector judío de la economía, ocupó las energías del movimiento laborista durante la mayor parte de los años del mandato y contribuyó más que ningún otro factor a la separación territorial, económica y social entre judíos y árabes. Según C. D. Smith los sionistas no tenían intención de crear una sociedad unida con los árabes, no importa cuantas dificultades pudieran aparecer.
Aunque el establecimiento de una mayoría judía o un estado judío en Palestina era fundamentalmente contrario a las aspiraciones de los habitantes árabes de Palestina, los sionistas no dudaban de su derecho a establecer una mayoría judía en Palestina. Los sionistas justificaban esto refiriéndose al vínculo histórico 'único' de la nación judía con Palestina, mientras que los árabes de palestina eran parte de la nación árabe, y por tanto no tenían un vínculo especial con Palestina. Muchos sionistas reclamaban un 'derecho preferente' sobre Palestina, los judíos tenían un derecho como nación; los árabes dolo tenían derecho como individuos.

### Disturbios de Jaffa 1921
En  mayo de 1921, estallaron los Disturbios de Jaffa, en particular alrededor de "La casa roja" cuyos habitantes fueron masacrados. Estos disturbios fueron iniciados por un enfrentamiento, durante las celebraciones de la Festividad de los mayos, entre los partidarios de dos partidos judíos Mopsim (comunistas) y Ahdut HaAvoda (socialistas), pero pronto derivó en luchas entre judíos y árabes. fueron asesinadas 95 personas y heridas 219. Como consecuencia, cientos de residentes judíos huyeron de Jaffa a Tel Aviv. Desde entonces apareció y creció un ambiente de mutua desconfianza y odio.

### 1921–1929
En 1922, los británicos ofrecieron a los árabes ser representados en un consejo oficial. Este consejo se compondría del Alto Comisionado y diez funcionarios del gobierno, ocho musulmanes, dos judíos y dos cristianos. Estos últimos doce serían elegidos por la población. Sin embargo, los árabes musulmanes y cristianos decidieron boicotear las elecciones, debido a que al consejo se le negó específicamente el derecho de discutir asuntos relacionados con la inmigración judía. En 1923 y posteriormente, Herbert Samuiel propuso consejos con igual composición pero con sus miembros designados por el Alto Comisionado. Los árabes lo rechazaron de nuevo. Según C. D. Smith, para los árabes, la aceptación habría supuesto un reconocimiento de la Declaración Balfour. El mandato incluía dicha declaración en su texto y, por tanto, el derecho judío de inmigración, que socavaría el derecho reclamado de autodeterminación.

### Disturbios de 1929
Las tensiones religiosas sobre el Muro de las lamentaciones, una crisis económica internacional y las tensiones nacionalistas por la inmigración judía, llevaron a los Disturbios palestinos de 1929. En estos disturbios religioso-nacionalistas, hubo una masacre de judíos en Hebrón y los supervivientes fueron expulsados de la ciudad. La devastación también ocurrió en la Masacre de Safed y en Jerusalén. Esta violencia fue principalmente dirigida hacia las comunidades ortodoxas no sionistas. Las comunidades sionistas fueron capaces de defenderse, ya que habían creado organizaciones de defensa. Como consecuencia, la comunidad ortodoxa en Palestina, pasó da depender progresivamente del apoyo sionista.
Según C. D. Smith, la adhesión británica a los términos del mandato significa que no existía una vía política para los árabes palestinos de contrarrestar la pérdida de su país. "Finalmente la violencia se convirtió en el único recurso"

### La revuelta árabe

#### Boicot y revuelta
La Revuelta árabe de Palestina de 1936-1939 estuvo influenciada por la rebelión Quassamita, tras la muerte del Jeque Izzedin al-Qassam en 1935, así como la convocatoria, en 1936, de una Huelga General árabe por el Alto Comité Árabe, presidido por el líder religioso Mohammad Amin al-Husayni.
La Huelga general duró desde abril a octubre de 1936, cuando desencadenó en una revuelta violenta. La revuelta tuvo dos fases distintas. La primera fase fue dirigida principalmente por el urbano y elitista Alto Comité Árabe y se enfocó principalmente en huelgas y otras formas de protesta política. Para octubre de 1936, esta fase había sido vencida por la Administración civil británica mediante una combinación de concesiones políticas, diplomacia internacional (implicando a los gobernantes de Irak, Arabia Saudí, Transjordania y Yemen) y la amenaza de aplicar la Ley marcial. La segunda fase comenzó a finales de 1937. Fue un movimiento de resistencia violento, liderado por la clase campesina, atacando cada vez más a las fuerzas británicas. Durante esta fase, la rebelión fue brutalmente reprimida por el Ejército Británico y por la Fuerza colonial de policía palestina, con medidas represivas destinadas a intimidar a la población árabe y erosionar el apoyo popular a la revuelta.
Según las cifras oficiales británicas que cubrieron todo el conflicto, el ejército y la policía mataron a más de 2000 árabes en el combate, 108 fueron ahorcados, y  961 murieron por los que describieron como "ataques terroristas y de bandas". En un análisis de la estadística británica, Walid Khalidi, estimó las bajas en 19.792 para los árabes, con 5032 muertos: 3832 directamente por los británicos, 1200 por "terrorismo"  y 14.760 heridos. Sobre el diez por ciento de los hombres adultos, entre 20 y 60 años, de la población árabe palestina, resultó asesinada, herida, prisionera o exiliada. Estimaciones del número de Judíos palestinos muertos se calculan entre 91 y varios cientos.
La revuelta árabe en Palestina no tuvo éxito, y sus consecuencias afectaron a la Guerra árabe-iseraelí de 1948. Esta provocó que el Mandato Británicos diera un apoyo vital a las milicias protoestatales sionistas, como la Haganá, mientras que en el lado árabe palestino, la revuelta obligó a huir al exilio al principal líder del periodo, el Gran Muftí de Jerusalén,  Amin al-Husseini y sus seguidores.

#### Comisión Peel
En 1937, en respuesta a la revuelta de año y medio de los árabes palestinos, la Comisión Peel propuso la partición como solución a los problemas. La comisión recomendó que los judíos tuvieran sobre el veinte por ciento de Palestina, y que los 250.000 árabes palestinos, viviendo en esa parte, deberían ser transferidos. Según el plan "como último recurso" la transferencia de árabes de la zona judía debía ser obligatoria. Según Masalha, la parte del plan referente a la transferencia había sido sugerida a Comisión Peel por un lobby sionista.
El liderazgo sionista estaba a favor de aceptar la parte de la partición del plan, a condición de que se implantara la parte de la transferencia. David Ben-Gurión  lo aceptó 'asumiendo que tras la construcción de una potente fuerza, después del establecimiento del estado, aboliríamos la partición del país y nos extenderíamos a toda la tierra de Israel'
En el 20 congreso sionista, celebrado en Zúrich en agosto de 1937, el plan fue discutido y rechazado, argumentando que la mayor parte de Palestina debería ser asignada a ellos. El apartado de la transferencia obligatoria como 'último recurso' fue aceptado como una medida moral solo por mayoría, aunque muchos dudaron de su viabilidad. Sin embargo, la partición fue considerada aceptable para muchos.
Inmediatamente después, se convocó la Comisión Woodhead, para "examinar el plan de la Comisión Peel en detalle y recomendar un plan de partición real". La Comisión Woodhead consideró tres diferentes planes, uno de los cuales estaba basado en el plan de Peel. Presentando su informe en 1938, la comisión rechazó el plan Peel, principalmente porque no se podía realizar sin una transferencia masiva de árabes (una opción que el gobierno británico ya había descartado). Con el desacuerdo de algunos de sus miembros, la comisión, en su lugar, recomendó un plan que dejaría Galilea bajo el mandato británico, pero enfatizó los graves problemas en ello, que incluía una carencia de capacidad de autofinanciación en el estado árabe propuesto. El gobierno británico acompañó la publicación del informe Woodhead con una declaración de rechazo de la partición por imposible, debido a "dificultades políticas, administrativas y financieras".

#### Libro Blanco de 1939

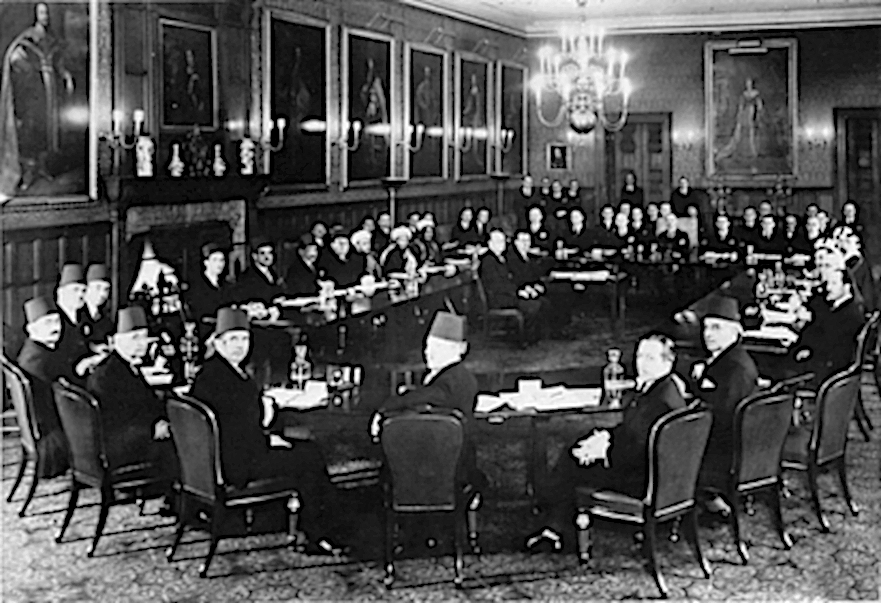
Conferencia de Londres (1939). Delegación palestina (al fondo) desde la izquierda: Fu'ad Saba, Yaqub Al-Ghussein, Musa Al-Alami, Amin Tamimi, Jamal Al-Husseini, Awni Abd al-Hadi, George Antonius, y Alfred Roch. Frente a la delegación árabe palestina están los británicos Sir British, with Sir Neville Chamberlain presidiendo. A su derecha Lord Halifax, y a su izquierda, Malcolm MacDonald

El Libro Blanco de 1939 fue un Libro blanco emitido por el Gobierno británico de Neville Chamberlain en respuesta a la Revuelta árabe de 1936-1939. (también conocido como el Libro Blanco de MacDonald por Malcolm MacDonald, el Secretario de Estado para las Colonias que presidió desde su creación).
El libro solicitaba la creación de un Hogar Nacional Judío en un estado independiente de Palestina, en el plazo de 10 años, rechazando la idea de creación de un estado judío y de partición del Mandato británico de Palestina. También limitaba la inmigración judía a 75.000 en 5 años, y que posteriormente la inmigración fuera determinada por la mayoría árabe (sección II). Se pusieron restricciones a los derechos de los judíos de compra de tierra a los árabes (sección III). Además, se comprometía a que solo con apoyo palestino, permitiría Gran Bretaña un estado judío. Esto disgustó en gran medida a los sionistas, debido a la creciente persecución de los judíos en Europa en los albores de la Segunda Guerra Mundial, particularmente en Alemania. (Ver Expulsión de los judíos)
El libro blanco fue publicado como Cmd 6019. Fue aprobado por la Cámara de los Comunes el 23 de mayo de 1939 por 268 a favor contra 179.

### Durante la Segunda Guerra Mundial (1939–1945)
La conferencia sionista de 1942 no se pudo celebrar por causa de la guerra. En su lugar 600 líderes judíos (no solo sionistas) se reunieron en un hotel en Biltmore en Nueva York y adoptaron una declaración conocida como el Programa Biltmore. Acordaron que cuando finalizara la guerra todas las organizaciones judías lucharían para asegurar una migración judía libre al mandato de Palestina.
El Programa Biltmore reclamaba "el establecimiento en Palestina de una "Commonwealth". David Ben-Gurion, que dominó la conferencia, formuló las demandas sionistas, 'no como un estado judío en Palestina, sino a Palestina como un estado judío'. Fue significativo que todas las organizaciones judías norteamericanas no fueron unánimes sobre el acuerdo de la necesidad de un estado judío en Palestina. 
Desde principio de los cuarenta, el movimiento sionista dejó de prestar atención al 'problema árabe'. La razón es que se esperaba que cualquier solución, fuera un estado árabe en toda palestina, partición o un protectorado internacional; sería impuesta a los árabes palestinos por la fuerza, por su rechazo al acuerdo. Según Teveth una guerra 'se había hecho inevitable después de que el Plan Biltmor de 1942 declarara las intenciones explícitas del sionismo de ser un estado judío, con los árabes decididos a oponerse por la fuerza'

## Organizaciones y grupos Beligerantes

### Sionistas paramilitares

#### Haganá
Después de los disturbios de Jaffa, se creó una organización de veteranos de la legión de judíos, la Haganá (defensa) para defender las comunidades judías de los disturbios.

#### Irgún
En 1931, tras la partida de los Sionistas Revisionistas, del movimiento sionista, un grupo de revisionistas, abandonó la Haganá y fundó el Irgún Tzvai Leumi (Organización Nacional Militar), también conocida como Etzel.

### Árabes paramilitares

#### Fasa'il
Al menos 282 líderes rebeldes tomaron parte en la revuelta árabe, incluyendo cuatro cristianos. La fuerza rebeldes consistían en grupos vagamente organizados conocidos como fasail (plural de 'grupo'). El líder de una fasil, era conocido como qaid al-fasil (jefe del grupo). La prensa judía, a menudo se refería a ellos como "forajidos", mientras que las autoridades y medios británicos los llamaba "bandidos, terroristas, rebeldes o insurgentes", pero nunca "nacionalistas". Ursabat (bandas) era otro término árabe para referirse a los rebeldes, y esto generó que los soldados británicos apodaran a todos los rebeldes como Uslebart.
Según el historiador Simon Anglim, los grupos rebeldes estaban divididos en categorías generales: muyahidín y fedayín.  Los primeros eran guerrillas que entraban en confrontaciones armadas, mientras que los segundos cometían actos de sabotaje. Según posteriores relatos de algunos líderes rebeldes supervivientes de Galilea, los muyahidín mantenían escasa coordinación con el liderazgo jerárquico de la revuelta. La mayoría de las emboscadas eran el resultado de una iniciativa local llevada a cabo por uno o varios jefes de grupo de la misma área.

#### Grupos pacíficos
Los "grupos de paz" (fasa'il al-salam) o "unidades Nashashibi" estaban compuestos de campesinos descontentos, reclutados por la administración británica y los Nashashibis, a finales de 1938, para luchar contra los rebeldes árabes durante la revuelta. A pesar de sus orígenes campesinos las bandas defendían principalmente los intereses de los propietarios de tierra y de los terratenientes. Algunos grupos de paz, también surgieron en el área de Nablús, en Monte Carmelo (un bastión de los Drusos que, en su mayoría, se oponían a la rebelión, después de 1937), y alrededor de Nazaret, sin conexión con la lucha por el poder entre los Nashashibi y los Husayni.

## Consecuencias

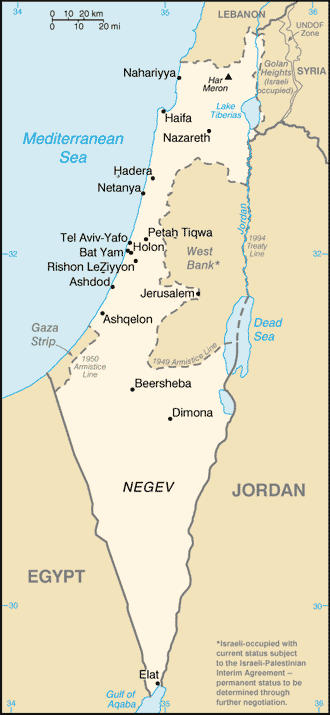
La tierra en color claro representa el territorio dentro de las delimitaciones tras la guerra de 1948. Esta tierra está internacionalmente reconocida como perteneciente a Israel.